# Phong Bá (vị thần Trung Quốc)

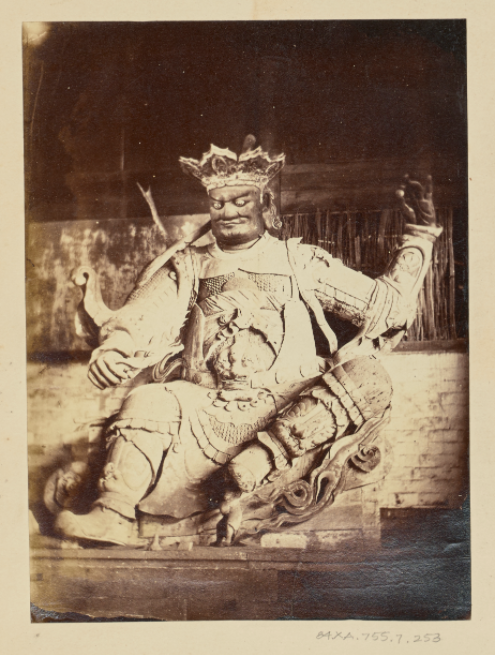
Phong Bá

Phong Bá (tiếng Trung: 風伯), còn được gọi là Phi Liêm (飛廉),  là một vị thần gió Đạo giáo. 
Trong thời cổ đại, ông được miêu tả là một vị thần kỳ dị với thân hình con nai, đầu chim, sừng, đuôi rắn và mô hình báo hoa. Vào triều đại nhà Minh, ông chỉ là một lão già với bộ râu trắng cầm một cái quạt và được biết với cái tên ông là Phong Bá Phương Thiên Quân (風伯方天君).
Trong sách Hàn Phi Tử (韓非子), khi Hoàng Đế tập trung các quỷ ở núi Thái, Phong Bá quét sạch trên đường.
Theo sử ký Tư Mã Thiên, ngôi đền và ngày lễ nhằm tôn thờ Phong Bá cho biết ông đã là một đối tượng nghi lễ nhà nước từ thời gian ngắn.